# Kanton La Ferté-Vidame
La Ferté-Vidame is een voormalig kanton van het Franse departement Eure-et-Loir. Het kanton maakte deel uit van het arrondissement Dreux. Het werd opgeheven bij decreet van 24 februari 2014, met uitwerking op 22 maart 2015. Alle gemeenten werden opgenomen in het nieuwe kanton Saint-Lubin-des-Joncherets.

## Gemeenten
Het kanton La Ferté-Vidame omvatte de volgende gemeenten:
- Boissy-lès-Perche
- La Chapelle-Fortin
- La Ferté-Vidame (hoofdplaats)
- Lamblore
- Morvilliers
- Les Ressuintes
- Rohaire